# Château de Pontaix
Le château de Pontaix est un ancien château fort, mentionné en 1215, de nos jours ruiné, dont les vestiges se dressent sur la commune française de Pontaix dans le département de la Drôme, en région Auvergne-Rhône-Alpes.

## Localisation
Les vestiges du châteaux sont situés à l'ouest, sur une butte rocheuse pyramidale, dominant le bourg de Pontaix, dans le département français de la Drôme. Il contrôlait un passage sur un « étroit » de la Drôme, à l'entrée d'un défilé en aval de Die.

## Historique
Le château est cité pour la première fois en 1215. Il relevait de la seigneurie de Quint (Sainte-Croix). Le château et son donjon surplombant le passage de la Drôme ont joué un rôle important durant les guerres de Religion. Le château est détruit à la fin du XVIe siècle.

## Description
Les ruines présentent les restes d'un petit donjon quadrangulaire et les débris de deux enceintes concentriques, l'une chemisant le donjon, l'autre ceinturant la base. Au nord un fossé a perfectionné l'isolement du site fortifié.

Ruines du château de Pontaix.
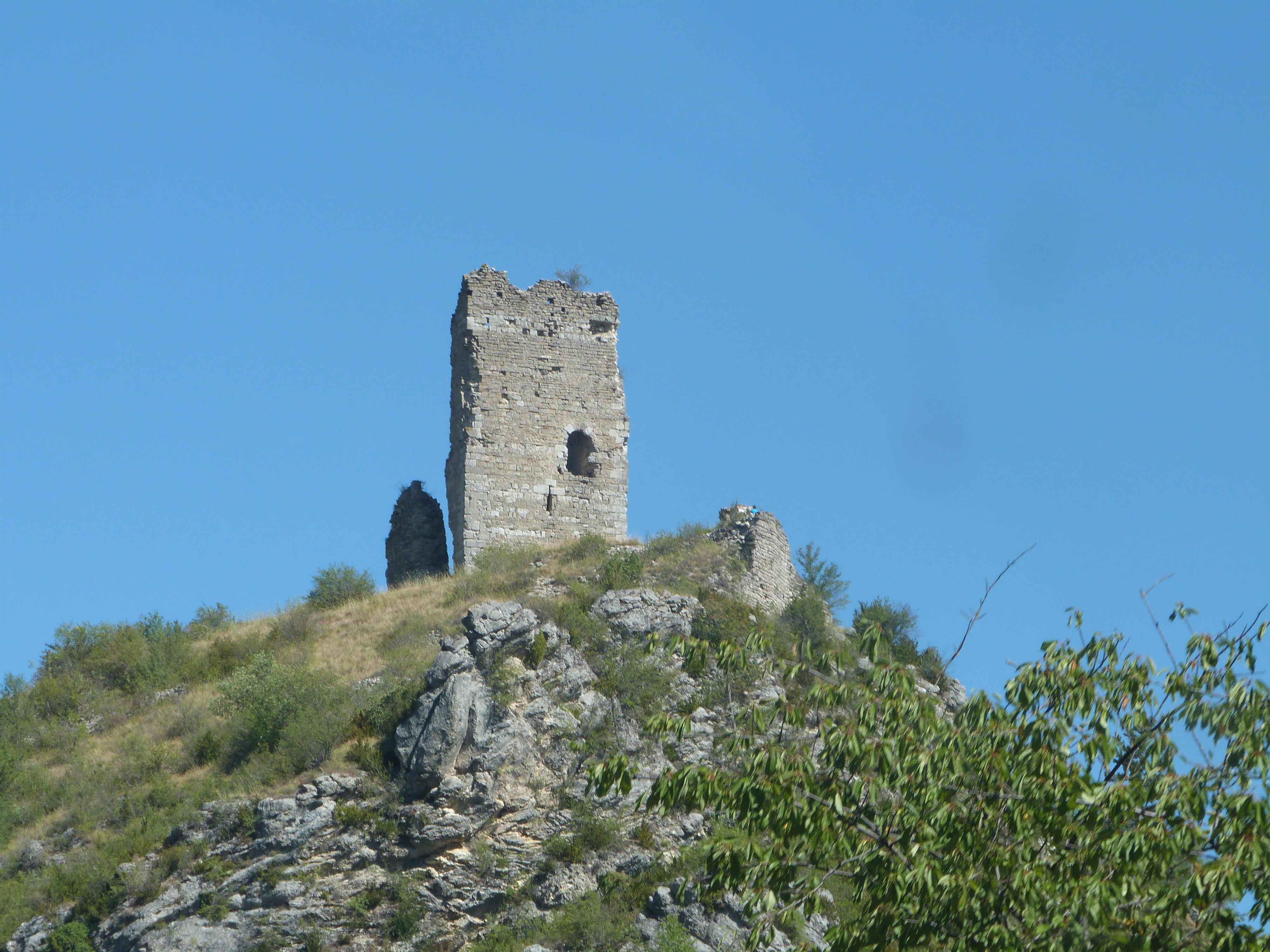
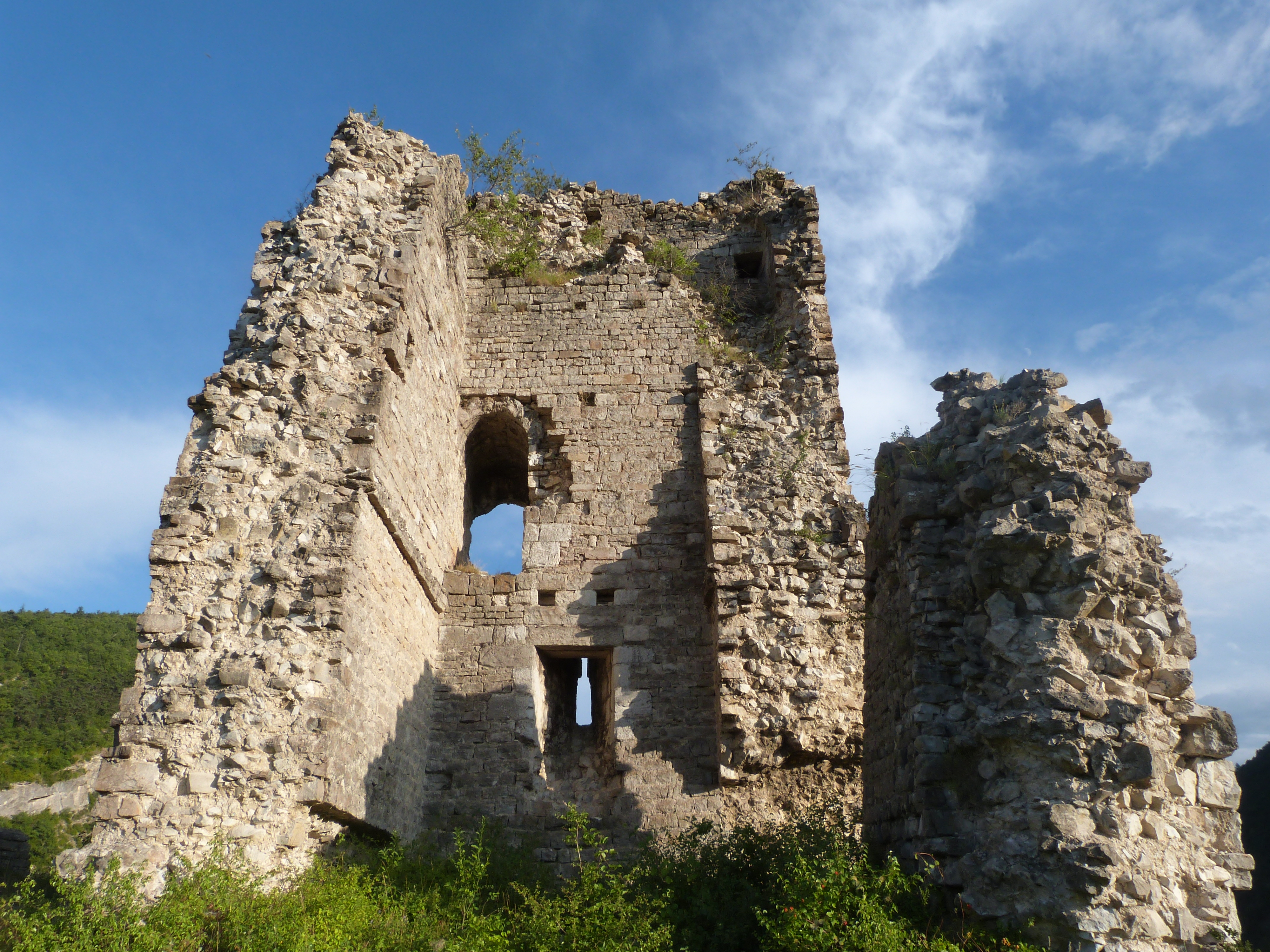
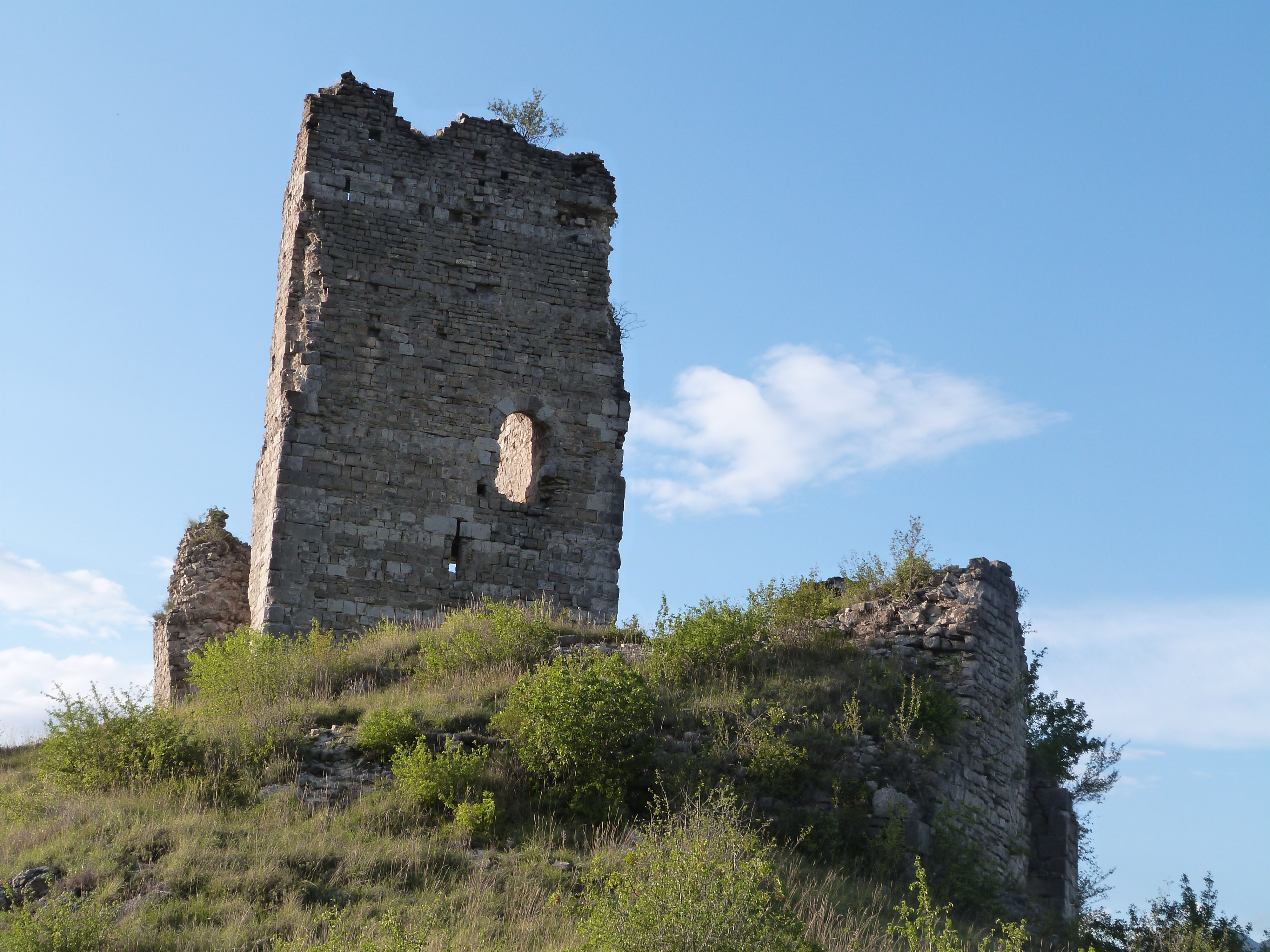